# Равноапостольный
Равноапо́стольный (греч. Ισαπόστολος, лат. aequalis apostolis — равный апостолам по значению своей миссии) — наименование православных святых, особо прославившихся проповедованием Евангелия и обращением народов в христианскую веру.
В русском богослужении равноапостольные Мефодий и Кирилл, а также равноапостольный великий князь Владимир особо вспоминаются во время литургии и за них на проскомидии вынимается восьмая частица из девятичинной просфоры.

## Список равноапостольных святых
- Мария Магдалина, почитается как общница апостолов.
- Первомученица Фёкла Иконийская ученица апостола Павла, обратившая в христианство множество язычников в Селевкии Исаврийской (согласно апокрифическим «Деяниям Павла и Фёклы»)
- Мученица Апфия Колосская
- Мариамна (сестра апостола Филиппа)
- Аверкий, епископ Иерапольский (скончался около 200 года)
- Царь Константин I Великий и мать его Елена
- Святая Нина, просветительница Грузии, крестившая Иверию
- Патрик, просветитель Ирландии
- Борис I, креститель Болгарии
- Кирилл и Мефодий, просветители славян
- Княгиня Ольга
- Князь Владимир, крестивший Русь
- Савва I Сербский, просветитель Сербии
- Косма Этолийский
- Иннокентий (Вениаминов), митрополит Московский и Коломенский
- Николай (Касаткин), архиепископ Японский
- Нана, царица Грузии